# Sphaerosyllis sanmartini
Sphaerosyllis sanmartini är en ringmaskart som beskrevs av Böggemann och Westheide 2004. Sphaerosyllis sanmartini ingår i släktet Sphaerosyllis och familjen Syllidae. Inga underarter finns listade i Catalogue of Life.